# Michel Kazatchkine
Michel Kazatchkine, né le 7 avril 1946 à Courbevoie, est un médecin et universitaire français, connu pour son travail sur le SIDA. Il est directeur du Fonds mondial de lutte contre le sida, la tuberculose et le paludisme de 2007 à 2012.

## Biographie
Michel Kazatchkine fait ses études à la faculté Necker-Enfants-Malades. Il fait des études post-doctorales en immunologie à l'Institut Pasteur, à l'hôpital Saint Mary’s à Londres et à l’université Harvard.
Il est nommé professeur de médecine à l'université René Descartes en 1984, puis il est professeur honoraire. De 1990 à 2005, il  dirige le département d’immunologie clinique de l’hôpital européen Georges-Pompidou et l’unité de recherches U430 de l’Institut national de la santé et de la recherche médicale (INSERM). Il est l'auteur de publications scientifiques.
De 1998 à 2005, Michel Kazatchkine  dirige l'Agence nationale française pour la recherche sur le sida et les hépatites virales (ANRS), le deuxième plus grand programme de recherches sur le sida dans le monde. Pendant cette période, l’ANRS  oriente une part importante de ses investissements vers la recherche sur l’accès à la santé en Afrique et dans les pays en voie de développement.
En 2005, il est nommé ambassadeur chargé de la lutte contre le VIH/Sida et les maladies transmissibles. Dans cette fonction (2005-2007), il  participe à la création d’UNITAID et défend les contributions de la France en soutien aux Objectifs du Millénaire pour le Développement.
Il préside le Comité consultatif stratégique et technique sur le VIH/Sida de l'Organisation mondiale de la santé, et participe au Groupe consultatif scientifique et technique sur la tuberculose de l’OMS. Entre 2002 et 2005, il est le premier président du Comité Technique d’Examen des propositions du Fonds mondial de lutte contre le sida, la tuberculose et le paludisme, mettant en place des processus rigoureux et transparents d’examen des demandes de financements soumises par les pays. Il est également vice-président du conseil d’administration du Fonds mondial de 2005 à 2006.   
En 2007, Michel Kazatchkine est élu directeur exécutif du Fonds mondial de lutte contre le sida, la tuberculose et le paludisme, fonction qu’il exerce jusqu’en mars 2012. Peu avant sa démission, il avait mis en cause pour ses relations avec Carla Bruni. Marianne ayant révélé, que le Fonds mondial avait versé, sans appel d'offres, de l'argent à un ami de celle-ci, Julien Civange, pour le lancement de la campagne HIV Born Free, incarnée par Carla Bruni. Selon Le Point, le conseil d'administration du Fonds avait dénoncé « la mauvaise gestion » de son directeur français et était unanimement favorable au départ de Michel Kazatchkine. Confirmant les révélations du magazine Marianne, les messages rendu publics en 2015 de l'administration américaine, montrent que l'affaire des 2,8 millions de dollars accordés par le Fonds à une campagne de lutte contre le sida portée par Carla Bruni-Sarkozy, avait bien joué un rôle dans l'éviction de Michel Kazatchkine.
En juillet 2012, il est envoyé spécial du secrétaire général de l’ONU sur le VIH/Sida en Europe de l’Est et en Asie centrale. Dans ces fonctions, il assure la mise en place de soutiens politiques de haut niveau à la lutte contre le VIH/Sida dans la région. Il est particulièrement engagé dans les questions touchant à l’accès à la prévention, au traitement et aux soins pour les populations vulnérables.
Il est nommé docteur honoris causa de l'université de Genève en 2018.